# Cercospora crepidis
Cercospora crepidis är en svampart som beskrevs av Ondrej & Zavrel 1971. Cercospora crepidis ingår i släktet Cercospora och familjen Mycosphaerellaceae.   Inga underarter finns listade i Catalogue of Life.